# Axel Geller
Axel Geller, né le 1er avril 1999 à Buenos Aires, est un joueur de tennis argentin.
Il termine la saison 2017 en tant que numéro un mondial sur le circuit junior. Il annonce en 2022 se retirer du monde du tennis après avoir obtenu son diplôme en finance de l'université Stanford.

## Carrière
En 2013, il remporte le tournoi junior de l'Orange Bowl dans la catégorie des moins de 14 ans contre Alex De Minaur.
Vice-champion d'Amérique du Sud début 2017, il se révèle sur gazon en remportant le tournoi de Roehampton, puis se hisse jusqu'en finale du tournoi de Wimbledon en n'étant pas tête de série. Il s'incline contre Alejandro Davidovich Fokina (7-62, 6-3), après avoir battu le favori Corentin Moutet en demi-finale. Il remporte le tournoi en double, associé au Taïwanais Hsu Yu-hsiou face à la paire Jurij Rodionov - Michael Vrbenský (6-4, 6-4).
Finaliste sur dur à College Park, il atteint une nouvelle finale à l'US Open où il fait cette fois figure de favori mais s'incline contre Wu Yibing en deux sets (6-4, 6-4). Après une 3e place au Masters Junior de Chengdu, il termine la saison à la première place mondiale en junior et est déclaré champion du monde ITF.
Il fait parallèlement des études d'économie à l'Université Stanford depuis 2017.

## Classements ATP en fin de saison
| Année          | 2017 |
| Rang en simple | 1436 |

Source : (en) Classements de Axel Geller sur le site officiel de la Fédération internationale de tennis